# 비니시우스 토비아스
비니시우스 아우구스투 토비아스 다시우바 (Vinicius Augusto Tobias da Silva, 2004년 2월 23일 ~ )는 브라질의 축구 선수이며, 레알 마드리드 B에서 라이트 백으로 뛰고 있다.